# Janet Rock
Janet Rock är en klippa i Antarktis. Den ligger i Östantarktis. Frankrike gör anspråk på området. Toppen på Janet Rock är 4 meter över havet.